# Khour
Khour é uma cidade no distrito de Jammu, no estado indiano de Jammu e Caxemira.

## Demografia
Segundo o censo de 2001, Khour tinha uma população de 6142 habitantes. Os indivíduos do sexo masculino constituem 50% da população e os do sexo feminino 50%. Khour tem uma taxa de literacia de 70%, superior à média nacional de 59,5%: a literacia no sexo masculino é de 78% e no sexo feminino é de 62%. Em Khour, 13% da população está abaixo dos 6 anos de idade.